# Tepidarium

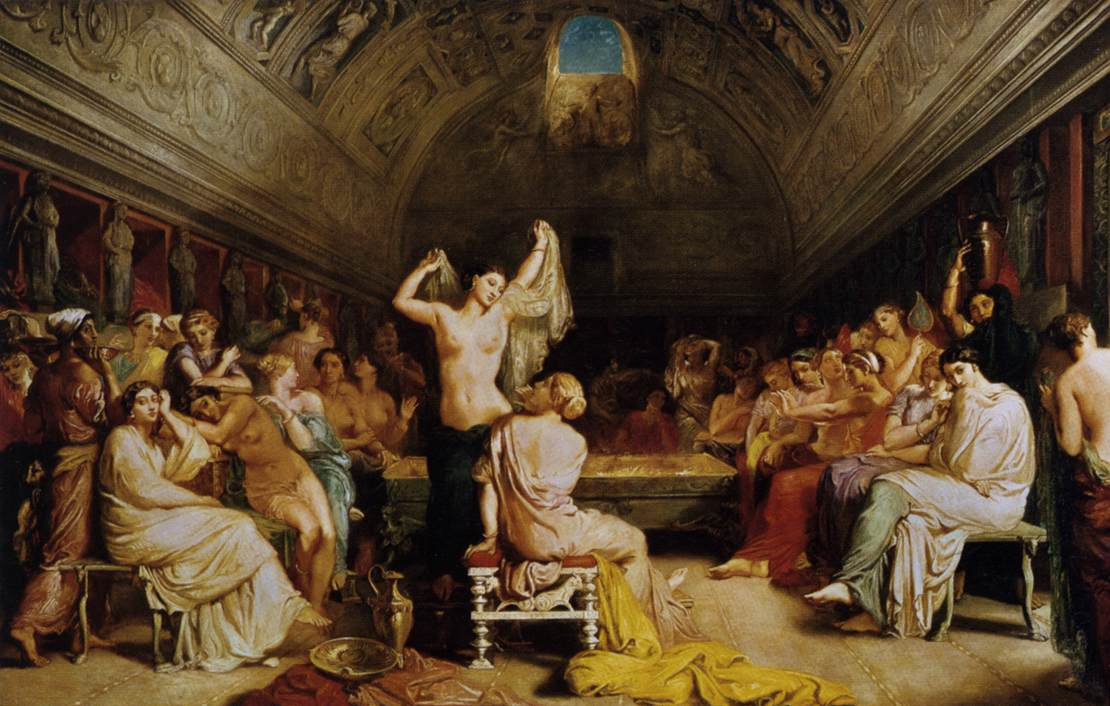
'Tepidarium', schilderij van Théodore Chassériau uit 1853 op basis van het tepidarium in Pompeï

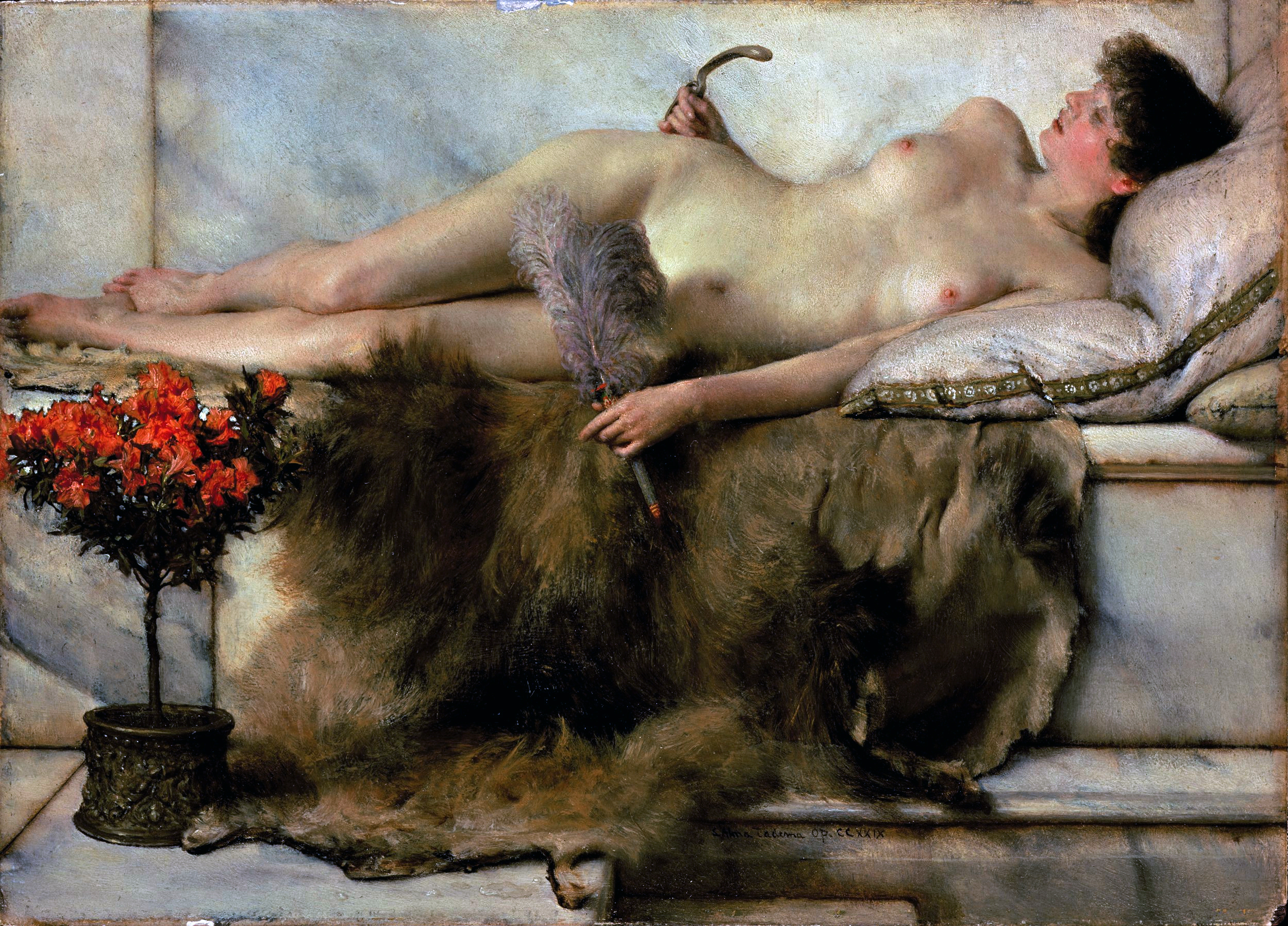
Een aangenaam verblijf in het Tepidarium volgens een olieverfschilderij uit 1881 van Lawrence Alma-Tadema.

Een tepidarium (tepidus = Latijn voor 'lauw-warm') was een warme centrale ruimte in een Romeinse thermen. De verwarming geschiedde door middel van een vloerverwarmingssysteem, het zogenaamde hypocaustum. Zowel de vloer als de wanden werden zo zeer gelijkmatig verwarmd. De hierdoor constante temperatuur, van ruim 30 graden Celsius met een lage luchtvochtigheid, creëerde zo een aangename verblijfsruimte.
In Pompeï is zo’n badruimte opgegraven. Vanuit het tepidarium had men toegang tot de andere ruimten zoals het caldarium en frigidarium. Omdat het daarmee ook de belangrijkste ruimte was, was deze rondom ingericht met kariatiden, marmer, mozaïeken, beeldhouwkunsten en dergelijke. Dit alles fraai door lichtbeuken beschenen. Zo stonden in de Thermen van Caracalla sculpturen die nu in het Vaticaan en museum van Napels staan, naast de vele andere schatten die werden opgegraven door Paus Paulus III in 1546.

## Zie ook

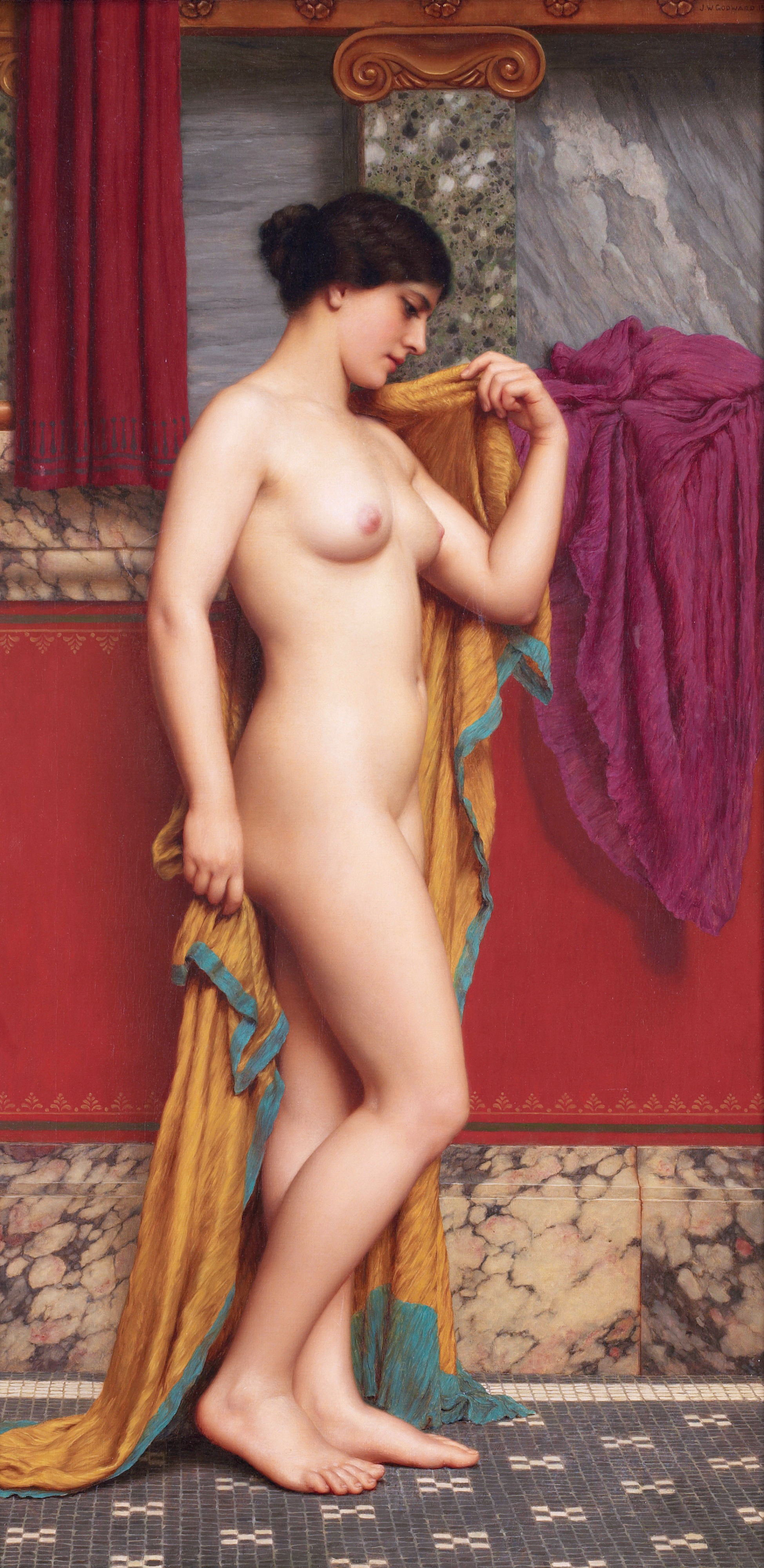
In het Tepidarium door John William Godward 1913